# 이천 설성산성
이천 설성산성(利川 雪城山城)은 대한민국 경기도 이천시 장호원읍에 있는 삼국시대의 산성이다. 1984년 9월 12일 경기도의 기념물 제76호로 지정되었다.

## 개요
경기도 이천시 장호원읍 설성산 봉우리와 그 아래의 큰 계곡을 포함한 험준한 산의 지형을 이용하여 쌓은 산성이다.
지금까지 성의 자취가 비교적 분명하게 남아있어 성 전체의 윤곽을 알아 볼 수 있는데, 성의 둘레 약 1km, 폭 5m, 높이 4∼5m이다. 성은 바깥을 향해 경사지게 쌓고 안쪽으로 돌을 메우는 방식으로 쌓았는데, 매우 견고하여 발달된 성쌓기임을 알 수 있다.
성벽은 대부분 돌로 쌓았지만 동쪽 능선에는 흙과 돌을 섞어 쌓은 곳도 있다. 설성산 정상 바로 밑에 건물터의 흔적이 남아 있어 기와조각과 토기조각들이 출토되었으며, 성 안에는 도랑을 판 흔적도 있고, 동·서·북쪽에 문터의 흔적이 있다.
이 성은 신라 내물왕(재위 356∼402) 때 왜적의 침입을 막기 위하여 쌓았다고 전하며, 성을 쌓을 때 성이 쌓여질 자리로만 띠를 두른 듯 흰 눈이 내려있어 그 자취를 따라 성을 쌓았기 때문에 ‘설성’이라 이름했다고 한다. 이 성은 처음에는 백제의 성이었으나 고구려와 신라가 이 지역을 다스릴 때 계속 보완하여 쌓은 것으로 추정된다.

## 현지 안내문
이 산성은 설성산 정상부와 그 북쪽에 위치한 봉우리 사이에 형성되어 있는 계곡을 포함하여 쌓은 포곡식 산성이다. 설성산은 산세가 험준하고 주변 지역이 넓은 평야지대인 관계로 정상부에서 북쪽으로는 이천 시내와 설봉산성, 여주지역 남으로는 음성지역 일대가 한눈에 바라다 보이는 요충지이다. 성벽의 전체 둘레는 1,095m이고 남북의 길이가 345m, 동서의 길이가 320m이며 부정형의 방향에 가까운 형태이다. 성벽은 전구간에 걸쳐 양쪽을 모두 쌓아올린 협축법으로 샇았으며, 자연암반의 윗부분을 다듬은 후 잘 다듬어진 성돌을 쌓아올렸는데 면을 맞추어가며 서오 엇물리게 쌓았다. 성벽의 높이는 대략 4~5m 정도이고, 구조적으로 취약한 부분에는 성벽 외면에 성벽 기단부를 보강하기 위한 보축을 하였다. 문지는 동문지와 서문지가 확인되었으며, 성내에는 평탄한 곳이 많아 여러개의 건물이 있었던 것으로 추정된다. 이곳에서 출토되는 유물은 삼국시대부터 조선시대 이르는 여러 시기의 유물이 출토되었다. 성안에는 신층사란 절이 있다. 설성산성은 백제가 처음 쌓았다는 견해도 있으나, 축성방법이나 출토 유물을 고려할 때 신라가 한강유역을 점유한 이후 쌓았을 가능성이 큰 것으로 추정된다.

## 참고 자료
- 이천설성산성 - 국가유산청 국가유산포털